# Dissimulation
A Dissimulation KSI debütáló stúdióalbuma, amely 2020. május 22-én jelent meg a RBC Records-on és a BMG-n keresztül. Három nappal később megjelent az album deluxe kiadása is. Az albumon közreműködött Offset, Lil Pump, Smokepurpp, Swarmz, Tion Wayne, Jeremih, Trippie Redd, Aiyana-Lee, Rick Ross, Lil Baby, S-X, AJ Tracey, Rich the Kid és Randolph. Az albumról öt kislemez jelent meg: a Down Like That, a Wake Up Call, a Poppin, a Houdini, és a Killa Killa.
A Dissimulation-t pozitívan fogadták a kritikusok, akik méltatták, hogy korábbi kiadásaihoz képest mennyit fejlődött a rapper. Az album második helyen debütált a UK Albums Chart-on és további 15 országban került fel slágerlistákra. 2020-ban a legsikeresebb debütáló debütáló album volt, illetve a negyedik legsikeresebb brit hiphopalbum. A Brit Hanglemezgyártók Szövetségétől (BPI) arany minősítést kapott, 100 ezer eladott példány után.

## Felvételek
2019. november 4-én KSI bejelentette, hogy aláírt a BMG Records-szal, hogy "zenéjét a következő szintre emelje" és "segítse zenei karrierjét az Egyesült Államokban és nemzetközileg." 2020. április 5-én pedig elmondta, hogy befejezte első albumának felvételeit.
2020 februárjában azt mondta az albumról, hogy az album két részre bontható. "Van egy KSI és egy JJ. A KSI az, akit online láttok, JJ pedig sokar személyesebb. Mindkét oldalamat akartam mutatni egy kicsit. Az első fele biztosan KSI, nagy hencegés, király vagyok, legyőzhetetlen, mindig nyerek, bla bla bla. Aztán ott van a Wake Up Call, itt változik meg az album, mintha felébredtem volna abból, amit online láttok és rájöttem, hogy én vagyok és megmutatom egy sokkal személyesebb oldalam – azok a dolgok, amikről nem szeretek nyilvánosan beszélni."
Az album címéről (melynek magyar jelentése színlelés) a következőt mondta "Úgy éreztem, hogy a színlelés – valakinek gondolatainak vagy érzéseinek elrejtése – a tökéletes cím volt az albumnak. Sok mindent elrejtek az életem személyes részeiből. Illetve be akartam mutatni a különbséget KSI és JJ között a zenémben."
Az albumról a következőt mondta: "Remélem képessé tesz embereket, hogy bízzanak önmagukban és legyőzzenek bármilyen akadályt, amely az útjukba áll, a körülményektől függetlenül. Remélem, hogy sok szkeptikust el fog hallgattatni. Több, mint 10 éve csinálok már zenét és folyamatosan mutattam, hogy fejlődök. Remélem ők is látni fogják."

## Dalszövegek, zene
Kitty Empire (The Guardian) kiemelte, hogy ugyan KSI korábbi zenéjét befolyásolta a grime és brit rapperek, míg a Dissimulation sok amerikai közreműködő rappert szerepeltet. Megjegyezte, hogy az egyetlen igazán "londoni" dal az albumon a Houdini volt, illetve a karibi-inspirált Killa Killa.
A Metro megjegyezte, hogy "nem fél bemutatni sikereit az új albumon". KSI a következőt nyilatkozta a Music Week-nek: "A What You Been On egy eléggé nagyképűsködő dal, hogy elmondhassam mindenkinek, hogy milyen sikeres vagyok. Visszafordítom a kérdéseket az utálóimra és azokra, akik megkérdőjeleztek." A Wake Up Call "KSI üzenete a kételkedőknek, hogy még mindig itt van és bizonyítani fogja, hogy tévedtek", míg a Cap-en "azokhoz szól, akik átverték" és beszél arról, hogy "mindig jobbként tér vissza". A Killa Killa-án KSI arról rappel, hogy milyen sikeres több formában is, és mikor valamit eldönt, abban általában sikeres lesz. Bemutatja, hogy milyen gyorsan lett YouTube hírességből ökölvívó bajnok, egy tisztességes, majd egy tisztelt előadó. KSI a Music Week-nek azt nyilatkozta, hogy a Domain sokkal inkább egy YouTube-dal, "meg akartam mutatni, hogy egy teljesen más szinten vagyok, ha a szójátékról beszélünk." Az Undefeated-en arról beszél, hogy akkor is a legjobb lesz, ha ő az esélytelenebb.
A Bad Lil Vibe dalon zenei karrierjében először KSI megmutatja intim oldalát. A Millions című dalon "kinyílik mentális egészségéről, brutálisan érzelmes szöveggel", míg a HITC szerint a dal "bemutatja a szórakoztató ipar sötét oldalát, illetve elmondja, hogy vagyonának ellenére még mindig szenved dolgokkal." A Millions első versszakában öccsével, Deji Olatunji-vel való nehéz kapcsolatáról beszél, illetve a Complicated-en is nehéz családi helyzetéről beszél és feszült kapcsolatáról öccsével. A Millions második versszaka és a How It Feel barátnőjéről szól.

## Számlista
| Dissimulation (Standard Edition) | Dissimulation (Standard Edition)                             | Dissimulation (Standard Edition)                                                     | Dissimulation (Standard Edition) | Dissimulation (Standard Edition) | Dissimulation (Standard Edition) | Dissimulation (Standard Edition) | Dissimulation (Standard Edition) | Dissimulation (Standard Edition) | Dissimulation (Standard Edition) |
|                                  | Cím                                                          | Szerző(k)                                                                            | Hossz                            |                                  |                                  |                                  |                                  |                                  |                                  |
| -------------------------------- | ------------------------------------------------------------ | ------------------------------------------------------------------------------------ | -------------------------------- | -------------------------------- | -------------------------------- | -------------------------------- | -------------------------------- | -------------------------------- | -------------------------------- |
| 1.                               | What You Been On                                             | Olajide Olatunji Diego Avendano Jeff Gitelman Ivory Scott                            | 1:59                             |                                  |                                  |                                  |                                  |                                  |                                  |
| 2.                               | Cap (Offset közreműködésével)                                | Olatunji Kiari Cephus Avendano Kevin Price Jamal Rashid Scott                        | 3:11                             |                                  |                                  |                                  |                                  |                                  |                                  |
| 3.                               | Poppin (Lil Pump és Smokepurpp közreműködésével)             | Olatunji Gazzy Garcia Omar Pineiro Avendano Price Rashid                             | 3:33                             |                                  |                                  |                                  |                                  |                                  |                                  |
| 4.                               | Houdini (Swarmz és Tion Wayne közreműködésével)              | Olatunji Brandon Scott Dennis Odunwo Ehijie Ohiomoba Jacob Manson Emmanuel Isong     | 2:48                             |                                  |                                  |                                  |                                  |                                  |                                  |
| 5.                               | Bad Lil Vibe (Jeremih közreműködésével)                      | Olatunji Jeremy Felton Avendano Leandro Hidalgo Ryan Murray Rashid Scott Mams Taylor | 2:17                             |                                  |                                  |                                  |                                  |                                  |                                  |
| 6.                               | How It Feel                                                  | Olatunji Avendano Matt Campfield Danny Klein Westen Weiss Blake Slatkin Scott        | 2:37                             |                                  |                                  |                                  |                                  |                                  |                                  |
| 7.                               | Wake Up Call (Trippie Redd közreműködésével)                 | Olatunji Michael White IV Sam Gumbley Rashid Taylor Byron Trice William Rappaport    | 2:55                             |                                  |                                  |                                  |                                  |                                  |                                  |
| 8.                               | Killa Killa (Aiyana-Lee közreműködésével)                    | Olatunji Avendano Yoshiya Ady Tiina Vainikainen Rappaport                            | 2:31                             |                                  |                                  |                                  |                                  |                                  |                                  |
| 9.                               | Domain                                                       | Olatunji Gumbley                                                                     | 3:00                             |                                  |                                  |                                  |                                  |                                  |                                  |
| 10.                              | Down Like That (Rick Ross, Lil Baby és S-X közreműködésével) | Olatunji William Roberts II Dominique Jones Gumbley Trice                            | 2:55                             |                                  |                                  |                                  |                                  |                                  |                                  |
| 11.                              | Undefeated                                                   | Olatunji Avendano Justin Howze                                                       | 2:55                             |                                  |                                  |                                  |                                  |                                  |                                  |
| 12.                              | Millions                                                     | Olatunji Ady Alexander Krashinsky Jonathan Gabor                                     | 3:13                             |                                  |                                  |                                  |                                  |                                  |                                  |
| 33:54                            |                                                              |                                                                                      |                                  |                                  |                                  |                                  |                                  |                                  |                                  |

| Dissimulation (Deluxe Edition) | Dissimulation (Deluxe Edition)                        | Dissimulation (Deluxe Edition)                                                  | Dissimulation (Deluxe Edition) | Dissimulation (Deluxe Edition) | Dissimulation (Deluxe Edition) | Dissimulation (Deluxe Edition) | Dissimulation (Deluxe Edition) | Dissimulation (Deluxe Edition) | Dissimulation (Deluxe Edition) |
|                                | Cím                                                   | Szerző(k)                                                                       | Hossz                          |                                |                                |                                |                                |                                |                                |
| ------------------------------ | ----------------------------------------------------- | ------------------------------------------------------------------------------- | ------------------------------ | ------------------------------ | ------------------------------ | ------------------------------ | ------------------------------ | ------------------------------ | ------------------------------ |
| 13.                            | Complicated                                           | Olatunji Gumbley Adnan Khan Samuel Jimenez                                      | 2:43                           |                                |                                |                                |                                |                                |                                |
| 14.                            | Tides (AJ Tracey és Rich the Kid közreműködésével)    | Olatunji Ché Grant Dimitri Roger Avendano Samuel Ahana Rashid Paul Magnet Scott | 3:23                           |                                |                                |                                |                                |                                |                                |
| 15.                            | Night To Remember (Randolph és S-X közreműködésével)  | Olatunji Andrew Shane Gumbley                                                   | 2:59                           |                                |                                |                                |                                |                                |                                |
| 16.                            | Poppin (Remix) (Smokepurpp és Crypt közreműködésével) | Olatunji Pineiro Cordell Glass Avendano Price Rashid                            | 3:19                           |                                |                                |                                |                                |                                |                                |
| 46:18                          |                                                       |                                                                                 |                                |                                |                                |                                |                                |                                |                                |

## Közreműködő előadók
A Tidal adatai alapján.
- KSI – vokál (összes), dalszerző (összes)
- Michalis Michael – keverés (összes)
- Henkka Niemistö – master (összes)
- Diego Ave – producer (1–3, 5, 6, 8, 11, 14), dalszerző (1–3, 5, 6, 8, 11, 14)
- Gitty – producer (1), dalszerző (1)
- Ivory Scott – dalszerző (1, 2, 5, 6, 14)
- Offset – vokál (2), dalszerző (2)
- Mally Mall – producer (2, 3, 5, 7, 14), dalszerző (2, 3, 5, 7, 14)
- Go Grizzly – producer (2, 3), dalszerző (2, 3)
- Lil Pump – vokál (3), dalszerző (3)
- Smokepurpp – vokál (3), dalszerző (3)
- OG Tint – producer (3)
- Swarmz – vokál (4), dalszerző (4)
- Tion Wayne – vokál (4), dalszerző (4)
- AJ – producer (4), dalszerző (4)
- Jacob Manson – producer (4), dalszerző (4)
- Eight9FLY – dalszerző (4)
- Jeremih – vokál (5), dalszerző (5)
- Dro – producer (5), dalszerző (5)
- Shanti – producer (5)
- Mams Taylor – dalszerző (5, 7)
- Some Randoms – producer (6), dalszerző (6)
- Westen Weiss – producer (6), dalszerző (6)
- Blake Slatkin – producer (6), dalszerző (6)
- Trippie Redd – vokál (7), dalszerző (7)
- S-X – producer (7, 9, 10, 13, 15), dalszerző (7, 9, 10, 13, 15), vokál (10, 15)
- Byron Trice – dalszerző (7, 10)
- William Rappaport – dalszerző (7, 8)
- Aiyana-Lee – vokál (8)
- Tiina Vainikainen – dalszerző (8)
- Yoshi – producer (8, 12), dalszerző (8, 12)
- Rick Ross – vokál (10), dalszerző (10)
- Lil Baby – vokál (10), dalszerző (10)
- Super Brick – producer (11), dalszerző (11)
- BlueySport – producer (12), dalszerző (12)
- JG – producer (12), dalszerző (12)
- Menace – producer (13), dalszerző (13)
- Smash David – producer, dalszerző (13)
- AJ Tracey – vokál (14), dalszerző (14)
- Rich the Kid – vokál (14), dalszerző (14)
- Swish – producer (14), dalszerző (14)
- Paul Magnet – producer (14), dalszerző (14)
- Memorais – producer (14)
- Randolph – vokál (15), dalszerző (15)

## Slágerlisták

### Heti slágerlisták
| Slágerlista (2020)                     | Legmagasabb pozíció |
| -------------------------------------- | ------------------- |
| Ausztrál Albumok (ARIA)                | 4                   |
| Osztrák Albumok (Ö3 Austria)           | 47                  |
| Belga Albumok (Ultratop Flanders)      | 9                   |
| Kanadai Albumok (Billboard)            | 33                  |
| Dán Albumok (Hitlisten)                | 9                   |
| Holland Albumok (Album Top 100)        | 14                  |
| Észt Albumok (Eesti Tipp-40)           | 2                   |
| Finn Albumok (Suomen virallinen lista) | 17                  |
| Izlandi Albumok (Plötutíðindi)         | 4                   |
| Ír Albumok (OCC)                       | 1                   |
| Litván Albumok (AGATA)                 | 5                   |
| Új-Zéland-i Albumok (RMNZ)             | 3                   |
| Norvég Albumok (VG-lista)              | 3                   |
| Skót Albumok (OCC)                     | 2                   |
| Svéd Albumok (Sverigetopplistan)       | 15                  |
| Svájci Albumok (Schweizer Hitparade)   | 38                  |
| UK Albums (OCC)                        | 2                   |
| UK R&B Albumok (OCC)                   | 1                   |
| UK Független Albumok (OCC)             | 1                   |
| US Billboard 200                       | 149                 |
| US Heatseekers Albums (Billboard)      | 1                   |
| US Független Albumok (Billboard)       | 17                  |

### Év végi slágerlisták
| Slágerlista (2020) | Pozíció |
| ------------------ | ------- |
| UK Albums (OCC)    | 62      |

## Minősítések
| Régió                    | Minősítés | Példányszám |
| ------------------------ | --------- | ----------- |
| Egyesült Királyság (BPI) | Arany     | 100,000     |

## Kiadások
| Régió       | Dátum           | Formátum(ok)                     | Kiadás   | Kiadó       | For.   |
| ----------- | --------------- | -------------------------------- | -------- | ----------- | ------ |
| Világszerte | 2020. május 22. | - digitális letöltés - streaming | Standard | - RBC - BMG | [ 37 ] |
| Világszerte | 2020. május 25. | - digitális letöltés - streaming | Deluxe   | - RBC - BMG |        |
| Világszerte | 2020. május 26. | CD                               | Deluxe   | - RBC - BMG |        |